# Leandro Cecchi
Leandro Cecchi (Bahía Blanca, Buenos Aires, 22 de febrero de 1988) es un baloncestista argentino con nacionalidad italiana. Con 2,00 metros de altura, juega habitualmente en la posición de alero. Actualmente es parte de la plantilla del Nuovo Basket Aquilano, un equipo de la Serie C Gold de Italia.

## Trayectoria

### Clubes
| Club                        | País      | Año             |
| --------------------------- | --------- | --------------- |
| Ben Hur                     | Argentina | 2005 - 2007     |
| Estudiantes de Bahía Blanca | Argentina | 2007 - 2010     |
| Unión Progresista           | Argentina | 2010 - 2011     |
| Asociación Italiana Charata | Argentina | 2011 - 2012     |
| San Lorenzo de Chivilcoy    | Argentina | 2012 - 2014     |
| Echagüe                     | Argentina | 2014 - 2015     |
| Olimpo de Bahía Blanca      | Argentina | 2015 - 2016     |
| Tiro Federal de Morteros    | Argentina | 2016 - 2017     |
| Ferrocarril Patagónico      | Argentina | 2017 - 2018     |
| Racing de Chivilcoy         | Argentina | 2018 - 2019     |
| Presidente Derqui           | Argentina | 2019 - 2020     |
| Villa Mitre de Bahía Blanca | Argentina | 2021            |
| Nuovo Basket Aquilano       | Italia    | 2021 - Presente |

## Selección nacional
Cecchi fue un jugador muy destacado de los seleccionados juveniles de baloncesto de Argentina. Fue una pieza clave en el equipo que conquistó el Campeonato Sudamericano de Baloncesto de Cadetes de 2004 y el Campeonato Sudamericano de Baloncesto Sub-17 de 2005. También fue parte del plantel que finalizó segundo en el Campeonato FIBA Américas Sub-18 de 2006 en San Antonio y del que terminó décimo segundo en el Campeonato Mundial de Baloncesto Sub-19 de 2007 en Novi Sad.